# Alyxia sogerensis
Alyxia sogerensis är en oleanderväxtart som beskrevs av Herbert Fuller Wernham och Spencer Le Marchant Moore. Alyxia sogerensis ingår i släktet Alyxia och familjen oleanderväxter. Inga underarter finns listade i Catalogue of Life.